# Njie Ngenevu Divine
Njie Divine (* 10. Juni 1988), mit vollständigen Namen Njie Ngenevu Divine, ist ein kamerunischer Fußballspieler.

## Karriere
Njie Ngenevu Divine stand 2010 beim Sisaket FC in Thailand unter Vertrag. Wo er vorher gespielt hat, ist unbekannt. Der Verein aus Sisaket spielte in der höchsten thailändischen Liga, der Thai Premier League. 2011 wechselte er für zwei Jahre zum Ligakonkurrenten Samut Songkhram FC nach Samut Songkhram. Der ebenfalls in der ersten Liga spielende Suphanburi FC nahm ihn 2013 für zwei Jahre unter Vertrag. Mit dem Klub aus Suphanburi absolvierte er 35 Erstligaspiele. Wo er seit 2015 spielte, ist unbekannt.